# Équipe de Sercq de football
Maillots
L'équipe de Sercq de football est une sélection des meilleurs joueurs de l'île Anglo-Normande de Sercq, peuplée de 600 habitants. Elle n'est pas membre de la FIFA, ni de l'UEFA et ne participe donc pas aux grands tournois internationaux, elle n'est également pas membre d'une fédération internationale de football regroupant des équipes non reconnues par la FIFA, comme la ConIFA.
L'équipe de Sercq ne comporte pas de championnat, car il n'y a qu'une seule commune. Elle participe au championnat anglais (en 2011 : division 7).

## Football aux Jeux des Îles
| Année             | Position | MJ | V | N | D | BP | BC |
| ----------------- | -------- | -- | - | - | - | -- | -- |
| Îles Féroé 1989   | -        | 0  | 0 | 0 | 0 | 0  | 0  |
| Îles Åland 1991   | -        | 0  | 0 | 0 | 0 | 0  | 0  |
| Île de Wight 1993 | -        | 0  | 0 | 0 | 0 | 0  | 0  |
| Gibraltar 1995    | -        | 0  | 0 | 0 | 0 | 0  | 0  |
| Jersey 1997       | -        | 0  | 0 | 0 | 0 | 0  | 0  |
| Gotland 1999      | -        | 0  | 0 | 0 | 0 | 0  | 0  |
| Île de Man 2001   | -        | 0  | 0 | 0 | 0 | 0  | 0  |
| Guernesey 2003    | 14e      | 4  | 0 | 0 | 4 | 0  | 70 |
| Shetland 2005     | -        | 0  | 0 | 0 | 0 | 0  | 0  |
| Rhodes 2007       | -        | 0  | 0 | 0 | 0 | 0  | 0  |
| Îles Åland 2009   | -        | 0  | 0 | 0 | 0 | 0  | 0  |
| Île de Wight 2011 | -        | 0  | 0 | 0 | 0 | 0  | 0  |
| Bermudes 2013     | -        | 0  | 0 | 0 | 0 | 0  | 0  |
| Jersey 2015       | -        | 0  | 0 | 0 | 0 | 0  | 0  |
| Gotland 2017      | -        | 0  | 0 | 0 | 0 | 0  | 0  |
| Total             | 1/15     | 4  | 0 | 0 | 4 | 0  | 70 |

## Jeux des Îles 2003
L'équipe participe aux Jeux des Îles en 2003 qui a lieu à Guernesey. C'est sa seule participation à une compétition : elle y dispute ses quatre seuls matchs connus depuis sa création
La sélection figure dans le Groupe 4 composé de l'Île de Wight, de Gibraltar et du Groenland. Elle joue son premier match de la compétition (et par la même son premier match officiel) contre Gibraltar contre laquelle elle s'incline sèchement 19 à 0. Puis elle affronte l'Île de Wight (20-0, sa plus large défaite) et le Groenland (16-0). Sercq joue le match pour la treizième place contre Frøya, mais s'incline 15 à 0. Après la compétition, l'équipe de Sercq reste sur des statistiques impressionnantes, avec quatre défaites en quatre matchs, mais surtout 70 buts encaissés dont aucun marqué et aucune défaite par moins de quinze buts d'écart.
Barrie Dewsbury est le joueur le plus expérimenté de l'équipe durant la compétition, il a alors 52 ans, c'est un ex-joueur professionnel  : il a notamment joué au Huddersfield Town Football Club.